# 受動喫煙
受動喫煙（じゅどうきつえん、英: passive smoking、environmental tobacco smoke, ETS）とは、喫煙により生じた副流煙（たばこの先から出る煙）、呼出煙（喫煙者が吐き出した煙）を発生源とする、有害物質を含む環境たばこ煙（ETS）に曝露され、それを吸入することである。
間接喫煙（かんせつきつえん）、二次喫煙（にじきつえん、英：second-hand smoke, SHS）ともいう。
受動的喫煙環境はIARC発がん性で「グループ1（発がん性あり）」に分類される。1981年、日本の平山雄によって発表された平山論文により、世界で初めて受動喫煙の害が提唱された。喫煙後に衣服や髪、喫煙室の壁やカーテンのタールなどの付着から発散する有害物質への曝露（三次喫煙）、屋内の空気清浄機によるフィルターで煙粒子を除いた気相有害成分などの煙として見えない有害成分に曝露されて、通常の呼吸で吸引する状態を含む。
喫煙者が口や鼻から吐き出すたばこの煙、保持するたばこの先から立ち上る煙、空気中に漂うたばこの煙、ポイ捨てたばこや灰皿のたばこのくすぶりによる煙、目に見えない薄く広がった状態、煙粒子成分の除去された状態、喫煙後数呼吸に含まれる状態のいずれも、有害物質が多く含まれており、人の健康に悪影響を及ぼす。日本の厚生労働省は、紙巻きたばこだけでなく、加熱式たばこによる受動喫煙でも健康被害をもたらす可能性があるとの見解を公表している。受動喫煙による健康被害については「受動喫煙症」を参照。

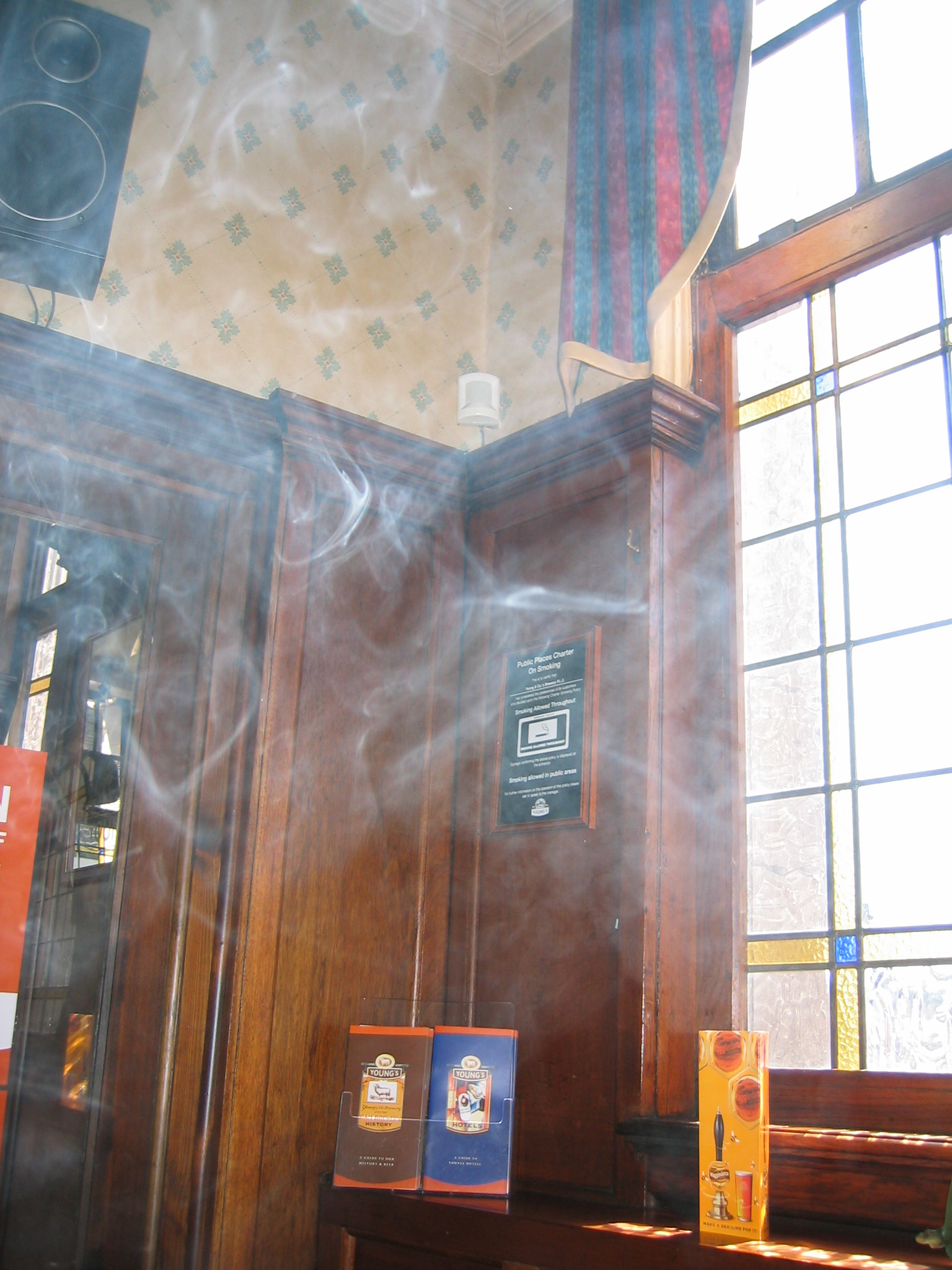
酒場における環境たばこ煙。人が環境たばこ煙に曝露されることを受動喫煙という。

## 概説
受動喫煙は、たばこの先から立ち上る煙、喫煙中に落下した燃えた状態の火種、喫煙者から吐き出される息から出る煙、投棄された吸殻から立ち上る煙、目に見える煙だけからもたらされるわけではない。喫煙後の数十回の呼気には計測器で検知可能なレベルの粒子状物質が混在している。
日本では「喫煙室の平均粉じん濃度を0.15mg/m3 以下」（PM10）とすることが厚生労働省の職場における喫煙対策のためのガイドラインの喫煙室の基準 であるが、微小粒子状物質に係る環境基準は（PM2.5）にて「1年平均値が15μg／m3以下であり、かつ、1日平均値が35μg／m3以下であること。」 である。PM2.5による測定で、受動喫煙のある環境たばこ煙（ETS）の存在する状態を有意に判別することが、受動喫煙対策研究者らの主流である。
受動喫煙は、主に急性影響によって、目のかゆみ・痛み、涙、瞬目、くしゃみ、鼻閉、かゆみ、鼻汁、のどの痛み、頭痛、吐き気、咳、喘鳴、呼吸抑制、指先の血管収縮、心拍増加、皮膚温低下を引き起こす。喫煙によって生じる環境たばこ煙（ETS）の有害物質の作用である。
慢性影響により、がん、心臓疾患及び呼吸器系疾患などの様々な疾病の危険が高まる。予防医学の観点からも受動喫煙の防止が社会的に求められている動きが世界で広がっている。
疫学・毒物学などの分野を中心に提唱され、受動喫煙の人体への影響は2006年米国公衆衛生総監報告でも受動喫煙による健康被害が存在する旨が発表された。
WHO（世界保健機関）によると、全世界で、受動喫煙によって毎年数十万人の非喫煙者が死亡しており、
各国における包括的な疾患データが最も揃っている2004年で受動喫煙を原因とした全世界の死亡人数は、推定約60万人である。
WHOによれば、職場の受動喫煙によって毎年世界でおよそ20万人の労働者の命が奪われている。
日本国内では、健康増進法により「国民は生涯にわたり、自らの健康状態を自覚し健康増進に努めなければならない」と法的に規定されていることから、受動喫煙に対しても防止対策が示されている。国際的な受動喫煙防止意識の高まりはWHOによるたばこの規制に関する世界保健機関枠組条約（たばこ規制枠組条約）として、日本でも健康増進法などでWHO（世界保健機関）の枠組みを元に具体化されている。WHO加盟国において医学・公衆衛生などの関連諸学会・公衆衛生機関などは予防観点から、受動喫煙防止を要望・推進している。

## 歴史

### 医学界での研究の進展
受動喫煙と健康に関する疫学研究は、1960年代後半に初めて発表された。総括的には、1972年にアメリカ公衆衛生局受託隊長（en）の名で出された報告書が初めて、受動喫煙を健康に対するリスクとして認定した。
1993年、米国環境保護局（EPA）は環境たばこ煙（ETS）に対する危険度評価の最終報告書 において、ETSをグループA（既知の人体における）発癌物質と分類した。

### WHO勧告「受動喫煙からの解放」
2007年にWHO（世界保健機関）は勧告書において「受動喫煙が健康に害をなしている」という根拠と、「社会的コストならびに経済的コストの重大な増加を招いていること」を示し、その解決策として「受動喫煙からの解放」を行う政策を提言している。
提言1 — 換気をするのではなく、100%禁煙の環境をつくる。
提言2 — 法律により、たばこを包括的に規制する。
提言3 — 法律により、実行性のある施策が適切に施行されるようにする。
提言4 — 家庭内においても、受動喫煙を減少させるように社会教育する。

### たばこ業界による反対活動
医学会に代表される禁煙推進勢力に対し、たばこ業界は、様々な形で独自のキャンペーンあるいは妨害工作などの反対活動を行っているとされている。これらは、たばこ産業に対する訴訟過程で明らかにされた数百万件の内部文書により、明らかとなった。
- 2000年4月8日付け『ランセット』（The Lancet）の出版物の中で、米カリフォルニア大学サンフランシスコ校の研究者達が、フィリップモリス社及び他のたばこ会社の内部資料を検証した結果、たばこ産業側が論文の解釈に対し、混乱と論争を引き起こすよう画策し、IARCの受動喫煙についての調査研究を妨害していたとの報告が行われた[15]。
- 同年8月2日にWHOたばこ産業文書に関する専門家委員会は、たばこ業界が秘密裏に資金を提供しているたばこ産業界と陰で資金的につながりのある国際的な科学者達を使い、WHOのタバコ規制に対する妨害工作を行っていたと報告している[16]。
- 2001年5月31日にWHO事務局長グロ・ハーレム・ブルントラント博士は、受動喫煙が疾患の原因となり、許容範囲（安全なレベル）が存在しない旨の声明を発するとともに、たばこ産業による受動喫煙対策への妨害工作を批判している（後述の声明参照）。

現在までに様々な科学的証拠が発表されており、受動喫煙が害を及ぼすことは各国の禁煙に関する医学界の定説となっている。また、米国公衆衛生長官のレポートのように議論の余地は無いとしている。しかし、成否について現在においても様々な議論がなされている。あるいは、タバコ産業とその関連団体が長年にわたってタバコと健康に関するさまざまな観点の研究と報告書作成に資金を出してきたことは、タバコ産業の見かけ上の社会的信頼性を高める役割を果たしてきたが、このような活動に関与することは健康増進という目標と利害相反する行為であり、倫理上の問題があるという意見もある。

## 傾向
日本では、「男性の72%が職場や学校で、また女性の51%が家庭で、それぞれ受動喫煙にさらされている」との1999年（平成11年）の調査（約13000人対象）がある。この割合は減少傾向にあるものの、2017年に受動喫煙の機会があった者の割合（喫煙者を除く）を場所別にみると、飲食店で42.4％、路上で31.7％、職場で30.1％であり、近年は横ばいである。

### 受動喫煙量の減少
1988年から、米国の2つの保健機関（アメリカ保健統計局とアメリカ疾病予防管理センター）による「保健栄養調査」において、血清コチニン濃度を調べることで、非喫煙者の受動喫煙の程度が調査された。それによると、2002年に至るまでの約10年の間に受動喫煙量は減少（平均75.3%減）を示したが、受動喫煙の影響はそれでも多大であることがわかった。

### 年齢
年齢が低いほど血清ニコチン濃度は高くなる傾向があり、子供は成人よりも高度に環境たばこ煙に曝されていることが示された。血液以外でも尿、唾液、毛髪にも、発癌物質を含むたばこ特異的な成分が、ETSに曝露された非喫煙者から検出されている。また、喫煙後に子供を抱いたり会話をする喫煙者の息からも有毒物質が出続ける。喫煙した親の服に着いた煙が影響を与える場合もある。

### 場所
受動喫煙の程度は国によって異なるが、環境たばこ煙の成分濃度の測定研究によって、家庭と仕事場が主な受動喫煙の場となっている。たとえば、喫煙者の住む家の浮遊粒子は、非喫煙者ばかりの家の倍以上の濃度にのぼる。

## 問題点
受動喫煙に伴う問題は、喫煙者以外の者が当人の意思に関わりなく環境たばこの煙を吸わされ、不快を感じたり病気の原因となることである。厚生労働省の委託研究の報告書によれば、建物内では、換気系統を分けたり、換気や喫煙区域設置する「分煙」によっても、受動喫煙をなくす事は不可能であると報告されている。職場環境においては、労働安全衛生上の問題としても取り扱われており（→日本では労働安全衛生法）、訴訟となったケースもある（後述）。

### 健康への影響
受動喫煙の安全レベルの存在は見つかっておらず、むしろ安全レベルはないことが示唆されている。しかも屋内では単なる換気設備などでは受動喫煙を完全に防止することはできない。喫煙者と同居する非喫煙者の死亡率は有意に上昇することが知られる。受動喫煙により、危険性が増すとされる代表的な障害を以下に提示する。

#### 受動喫煙が引き起こす障害
小児
- 乳幼児の突然死・肺の発育遅延・低出生体重児
- 学童期の咳・痰・喘鳴・息切れなどの呼吸器症状
- 急性反復性中耳炎・滲出性中耳炎とその治癒の遅延
- 小児喘息や他の喘息性疾患、持続する低肺機能
- ペルテス病
- 髄膜炎

成人
- 心筋梗塞・狭心症・動脈硬化
- 肺癌
- 副鼻腔がん
- 乳がん
- 喘息・気管支炎・肺炎
- 体臭の悪化・鼻の違和感

##### 犬猫
- 鼻の癌
- 肺癌
- 皮膚病、アトピー性皮膚炎など

#### 受動喫煙が引き起こすと思われる障害
小児
- 早産
- 小児がん、白血病、脳腫瘍
- 肺結核・呼吸障害
- 知能低下
- 難聴
- 注意欠陥・多動性障害（ADHD）
- 虫歯
- 虫垂炎、クローン病
- アトピー性皮膚炎
- 溶連菌感染症
- 低身長

成人
- 脳腫瘍、脳卒中
- 大腸癌、悪性リンパ腫、すい臓がん、膀胱がん
- アレルギー性鼻炎の悪化
- 咳、くしゃみ、胸部圧迫感などの呼吸器症状、慢性の呼吸器症状
- 肺気腫、肺結核
- 成人発症の喘息おとび喘息の症状悪化、喘息による呼吸状態の急激な悪化
- 慢性閉塞性肺疾患（COPD）
- 加齢黄斑変性
- 認知症

- 弱視 - 副流煙を含むタバコの煙に含まれるシアン化水素（青酸ガス） は、細胞の呼吸を阻害するとともに、体内の活性型ビタミンB12を不足させて有髄神経に栄養障害をきたすことにより、煙に晒されたものは弱視になりやすい。

### 研究の歴史

#### 受動喫煙と肺癌の関係
能動喫煙と肺癌との関係に続き、受動喫煙と肺がんとの関係を嫌煙権運動の団体が指摘し始めたのは、1981年以降であった。主流煙・副流煙の性質、受動喫煙で吸収される物質、発癌物質への曝露で見られる定量的な用量効果関係の存在、などの知見から、受動喫煙は発癌のリスクを上昇させると言われてきた。1992年、アメリカ合衆国環境保護庁（U.S. Environmental Protection Agency、USEPA）は、前年までに発表された疫学論文を検討し、環境たばこ煙（environmental tobacco smoke; ETS）曝露レベルと肺癌リスクの関連について肯定的な報告を行っている。1997年になると、それまで蓄積された疫学研究に対するメタ分析も発表された。翌1998年には、英国の「たばこと健康に関する科学委員会」も、それまでの研究結果を再評価し、受動喫煙は肺癌の原因、と結論した。その後もアメリカ国立がん研究所などが総括的なレポートを出している。
2001年、アメリカ合衆国保健福祉省は「配偶者に由来する受動喫煙の影響」を報告した。2006年には、同省は前回の総括検討以降に新たに発表された研究（3つのコホート研究と13の症例対照研究）を加え、地域性（米国・カナダ・欧州・アジア）も含めた様々な面から再検討し総括している。
日本国内においては、国際肺癌学会や日本呼吸器学会といった関連学会が、それぞれ2000年、2006年に受動喫煙と肺がんとの関係を肯定する内容の宣言や声明を出している。2016年には国立がん研究センターが複数の論文から受動喫煙による日本人の肺がんリスクを受動喫煙がない人に比べて約1.3倍となることを示し、肺がんリスク評価を「ほぼ確実」から「確実」へと変更した。

#### 受動喫煙と冠動脈疾患の関係
受動喫煙と冠動脈関連疾患との関係については、1984年に日本およびスコットランドにおいて2件の論文が発表された。前者は冠動脈疾患による標準化死亡比の上昇を、後者は同じく心筋梗塞の影響を報告したものである。この2報に続く論文も数報発表されたが、1986年にアメリカ合衆国保健福祉省はこれらの論文に対して「事例が少なくデータの安定性を欠くためさらなる研究を要する」と評価した。受動喫煙の影響を調べる生理学的実験がその後相次ぎ、多くの疫学研究もなされた。1994年以降、先行研究および過去の事例を評価したメタ分析も行われ、受動喫煙と冠動脈疾患との関連性が示唆されてきた これらの報告を受け、2001年にアメリカ合衆国保健福祉省も両者の関連性を支持する見解を示している。同省は2006年にも関係を再評価し、受動喫煙は冠動脈疾患のリスクを27%上昇させる原因である、と結論している。またこれらの報告を受け、2002年には日本循環器学会が「禁煙宣言」を出している。
2001年以降には、受動喫煙が冠動脈疾患を起こす機序を報じる論文が発表されてきた。それらによれば、環境たばこ煙を受けた血管内皮細胞が血管収縮を起こしてアテロームと血栓を形成することが、冠動脈疾患の発症につながるとされている。

#### 受動喫煙による死亡者
日本
厚生労働省の研究班による調査で、受動喫煙による死亡者の推計が「年間6800人」と発表された。国立がん研究センターの研究で受動喫煙により死亡率が1.3倍程度高くなることが判明し、片野田耕太研究員は「特に職場での全面禁煙が欠かせない」としている。この推計は肺がんと虚血性心疾患に限定されたものであり、これより死亡率が高い可能性があるとされる。

## 条約・法令
受動喫煙による健康への悪影響については、流涙、鼻閉、頭痛等の諸症状や呼吸抑制、心拍増加、血管収縮等生理学的反応等に関する知見が示されるとともに、慢性影響として、肺癌や循環器疾患等のリスクの上昇を示す疫学的研究があり、IARC（国際がん研究機関）は、証拠の強さによる発がん性リスク一覧において、たばこを、グループ1（グループ1～4のうち、グループ1は最も強い分類）と分類している。さらに、受動喫煙により非喫煙妊婦であっても低出生体重児の出産の発生率が上昇するという研究報告があることから、以下の条約や法令により受動喫煙の防止が求められている。

### 国際条約
2005年2月27日に発効したWHO（世界保健機関）のたばこの規制に関する世界保健機関枠組条約（たばこ規制枠組条約）では、受動喫煙の防止が各国の責務として定められている この条約については、146カ国が合意し、日本も批准している。
2007年7月4日、第2回締約国会議において「たばこ規制枠組条約第8条とそのガイドライン」の実行を、2010年2月までに行うことが、満場一致で採択された。これにより、日本を含む締約国は、すみやかに公共の場での受動喫煙防止対策を実施・促進することが約束された。具体的には、人が集まる場所の全面禁煙化、そうした施設内にいかなる形態の喫煙所も設けないこと（たとえばドアで仕切られていても開ければ煙が漏れる）、違反管理者への罰則を定めることとなっている。

### 法令等
日本

健康増進法
第二節 受動喫煙の防止
第二十五条 学校、体育館、病院、劇場、観覧場、集会場、展示場、百貨店、事務所、官公庁施設、飲食店その他の多数の者が利用する施設を管理する者は、これらを利用する者について、受動喫煙（室内又はこれに準ずる環境において、他人のたばこの煙を吸わされることを言う）を防止するために必要な措置を講ずるように努めなければならない。
2003年（平成15年）4月30日付厚生労働省健康局長通知 により、健康増進法第25条に規定された受動喫煙防止に係る措置の具体的な内容及び留意点を示している。

労働安全衛生法
第六十八条の二 事業者は、室内又はこれに準ずる環境における労働者の受動喫煙（健康増進法（平成十四年法律第百三号）第二十八条第三号に規定する受動喫煙をいう。第七十一条第一項において同じ。）を防止するため、当該事業者及び事業場の実情に応じ適切な措置を講ずるよう努めるものとする。
第七十一条の二 事業者は、事業場における安全衛生の水準の向上を図るため、次の措置を継続的かつ計画的に講ずることにより、快適な職場環境を形成するように努めなければならない。
一 作業環境を快適な状態に維持管理するための措置
二 労働者の従事する作業について、その方法を改善するための措置
三 作業に従事することによる労働者の疲労を回復するための施設又は設備の設置又は整備
四 前三号に掲げるもののほか、快適な職場環境を形成するため必要な措置
1992年（平成4年）7月の改正法施行により第71条の2が追加され、快適な職場環境の形成に関する規定を設け、その一環として受動喫煙対策が進められてきたが、2015年（平成27年）6月の改正法施行でさらに第68条の2が追加され、職場の受動喫煙防止対策について実情に応じた措置を講じることを事業者の努力義務とすることが定められた。具体的には、政府は職場における受動喫煙防止対策の促進が必要な事業場に対しては、必要に応じて、受動喫煙防止対策助成金の支給及び厚生労働省が実施する支援事業（測定支援事業・相談支援事業）を紹介し、それらの活用を促すことなどが示されている。

### 条例等
日本
2009年（平成21年）3月24日に可決・成立した「神奈川県公共的施設における受動喫煙防止条例」は、地方自治体として最初の条例であり、公共的施設の禁煙、店舗面積100m2以上の飲食店又は宴会場は禁煙又は完全分煙の選択を定めた。完全分煙を選択した場合の喫煙エリア及び喫煙所への未成年者の立ち入りは、業務に従事する者として未成年者を立ち入らせる場合以外は保護者同伴時を含めて禁止され、未成年者の受動喫煙防止に一歩踏み込んだ配慮がなされた。尚、禁煙場所での喫煙は2万円以下の過料、施設管理者義務を守らず県知事の命令に従わない場合、5万円以下の過料の罰則を規定し健康増進法より厳しい規定となる。

### 日本学術会議の評価及び提言
受動喫煙がもたらす健康障害については「科学的根拠が希薄である」との説も唱えられ、論争が行われていたが、2004年には世界保健機関（WHO）及び英国タバコか健康かに関する科学委員会が、2005年には米国カリフォルニア州環境局が、2006年にはアメリカ公衆衛生局長が、それぞれに詳細な報告書を発表している。
また、2007年にタイ王国の首都バンコクで開催されたたばこ規制枠組条約第2回締約国会議の際に、日本を含め全会一致で採択された条約第8条（受動喫煙の防止）履行のためのガイドラインにおいて、自国での条約発効後5年以内（日本では2010年2月27日まで）に屋内施設の100%完全禁煙を実現するための法的規制をとることが求められている。
日本学術会議は、これらの報告書等を踏まえ、この論争について「『受動喫煙は科学的根拠を持って健康障害を引き起こす』ことが示されて『論争に終止符が打たれた』といえる」との評価を行うとともに、2008年3月4日に発表した提言「脱タバコ社会の実現に向けて」において、「受動喫煙が肺がんや心筋梗塞、小児の気管支炎・肺炎や喘息の悪化、乳幼児突然死症候群などの原因となることには、十分な科学的証拠がある」「他人の健康を害してまで喫煙する権利を喫煙者に認めるわけにはいかない」とし、職場・公共の場所での喫煙を禁止することを求めている。
具体的には上記のガイドラインに沿って、「職場、レストランやバーを含む公共の場における屋内ならびにタクシーを含む公共交通機関での全面禁煙を明示し、罰則のある強制力を伴う法を整備する必要がある。」としており、たばこ規制枠組条約の締約国として、日本がタバコ対策を強力に進めて行くことを求めている。

## 対応・事例
- 日本では、2003年（平成15年）5月1日に施行された健康増進法において、公共施設等の多数の人が利用する施設の管理者に受動喫煙防止の努力義務が課せられた。
- 従来の分煙対策では受動喫煙被害を防止することが不可能であるとして、厚生労働省は不特定多数が利用する飲食店や遊技場を全面禁煙とするよう、各都道府県に通知を出した。受動喫煙による健康被害を防止するためであるとされている[56]。
- 各自治体レベルにおいてタクシーの禁煙化が進んでおり、2007年5月1日より愛知県名古屋市及びその周辺地域で全タクシー8050台が全面禁煙となった。また、2007年7月11日から神奈川県においてタクシーの全車両禁煙化がなされた。
- 2015年、自民党受動喫煙防止議員連盟は、2020年（令和2年）の東京五輪・パラリンピックまでにたばこの受動喫煙防止を進めようと、公共空間での受動喫煙防止策を義務付ける「受動喫煙防止法案」の骨子案を発表する。尚、その中でたばこ価格については増税により「例えば思いきって一箱千円程度とする」としている[57]。
- 2017年、厚生労働省は原則屋内禁煙とする罰則付きの受動喫煙防止法案を打ち出し、規制のあり方について議論が行われているほか、東京都では子供のいる自宅や自動車内を禁煙とする条例が検討されている。また同年8月10日には、日本医師会が例外なく屋内禁煙とする罰則付きの法整備を求め、264万筆の署名を日本国政府に提出している。

### 受動喫煙裁判
- 2004年8月5日に神奈中ハイヤーを相手に乗務員が受動喫煙に対する健康被害を受けたとして、50万円の損害賠償と全車両の禁煙を求めて訴訟。2006年5月9日に原告側の請求を退ける判決を下したが、判決文には「タクシーの全面禁煙化をすすめる事が望ましい」との意見が附された。なお、原告側は控訴を要求したが2006年10月11日に東京高等裁判所への控訴を棄却された。
- 東京都の江戸川区職員が区に対して求めた、職場での受動喫煙に関する損害賠償請求訴訟。2004年7月13日に東京地方裁判所は同区に対し、安全配慮義務を怠ったとして5万円の支払いを命じた。判決では被用者（職員）がたばこの煙から保護されることを安全配慮義務の内容とし、受動喫煙と健康被害の因果関係を日本で初めて法的に認めた。
- 北海道滝川市の建設資材製造会社「道央建鉄」に勤務していた男性が職場での受動喫煙の被害を受け、急性受動喫煙症となった。男性が会社に分煙など改善要求を行ったところ、男性が解雇された。それを不服として、2008年1月24日に解雇の無効確認と給与の支払いを求める訴えを札幌地裁岩見沢支部に起こした。「道央建鉄」側は「社長を含め社員の大半は喫煙者であり、分煙を行うための費用が掛かるために男性を解雇した」と述べた。2009年4月1日に700万円を道央建鉄が男性に支払うことで和解したと発表した。
- イスラエルでは2009年に演劇の舞台上で女優が喫煙するシーンがあった。それによって観客の健康を害したとして、ハイファの公営劇場が観客に対して一人当たり1000シェケル（約23,000円）を支払うよう求める訴訟を弁護士らがハイファの裁判所に提起した[58]。イスラエルには禁煙法があり、公共の場所は基本的に全面禁煙となっている。
- 積水ハウスの滋賀県の工場に勤務していた女性社員が、男性社員の多くが工場内の喫煙室を利用せず、女性社員の勤務するミシン室で喫煙をし続けていたことで、受動喫煙状態となり、2009年7月に、煙草の煙に起因する化学物質過敏症（シックハウス症候群）と診断された。女性社員は上司に掛け合ったが応じてもらえず、2011年12月に同社を相手取り、慰謝料などを求める訴えを大阪地方裁判所に起こした[59]。一審の大阪地裁は原告の訴えを退けたが、二審の大阪高等裁判所で2016年5月31日付で、積水ハウス側が原告に対し解決金約350万円を支払う内容で和解が成立した[60]。
- 2017年11月に神奈川県横浜市郊外の団地在住ミュージシャンが斜め上の一家に、喫煙が原因で受動喫煙症と化学物質過敏症になったとして4500万円の賠償請求訴訟を提訴された。防音室となっている二重窓部屋の中で1日数本程度の喫煙であった。2019年11月に横浜地裁の判決において、体調不良と喫煙の因果関係は認められず、団地の自宅内での喫煙は自由であり、社会相当性を逸脱するような事情がないのであれば違法でないと認定。裁判記録中に日本禁煙学会の作田学医師の診断書があり、原告の体調不良は受動喫煙症による物だと記載がなされていたが、判決では直接診察することなく行われたものであって、医師法20条に違反するものといわざるを得ず—横浜地裁、横浜地方裁判所平成29年(ワ)第4952号判決文と医師法違反の指摘がなされた。さらに日本禁煙学会による「受動喫煙症の分類と診断基準」に従って、原告らの体調不良について「受動喫煙症」との病名を診断しているものと推認されるものの、その基準が受動喫煙自体についての客観的証拠がなくとも、患者の申告だけで受動喫煙症と診断してかまわないとしているのは、早期治療に着手するためとか、法的手段をとるための布石とするといった一種の政策目的によるものと認められる—横浜地裁、横浜地方裁判所平成29年(ワ)第4952号判決文と診断基準にも疑問が示された[61][62]。原告は東京高裁に上告したが棄却され、原告の敗訴が確定した[63][64]。

## 受動喫煙に関する科学的知見及び声明・見解

### 環境中たばこ煙（ETS）の成分
副流煙は、煙草の発火点から直接立ち上ることによる温度の差から、主流煙の数倍ないしそれ以上の有害物質を含んでおり、非常に危険であると警告されている。アメリカ合衆国環境保護庁（EPA）は、環境たばこ煙をAクラスの発癌性物質に分類している。タバコ会社自身による実験においても、種々の発癌性物質の濃度が、主流煙よりも副流煙において高いことが示されている。

### ETSによる発癌のメカニズム
- 環境たばこ煙成分をマウスの皮膚に塗ったりラットの肺に移植したりすることで、またハムスターに煙を吸入させることで、癌の発生が観察された。これらや他の研究など、動物実験では環境たばこ煙が癌を発生させると言える十分なデータが出されている（[66][67] など）。
- 環境たばこ煙は、ニコチン、ナフチルアミン、ニトロソアミン、ベンゼン、アンモニア、ホルムアルデヒド、ベンツピレン、一酸化炭素、鉛、ポロニウムなど約4000種類の化学物質を含み、うち69種類は発癌物質と同定されている[67]。その他に、多量の微粒子を含んでいる。
- 環境たばこ煙中の発癌物質は、細胞中のDNAやアルブミンと結合する。それらタバコ固有の発癌物質の代謝物が、例えば 4-(methylnitrosamino)-1-(3-pyridyl)-1-butanone／NNK について、環境たばこ煙にさらされた非喫煙者の尿中に増加していることが少なくとも5つの研究（[68][69] など）で示された。
- 受動喫煙していない肺癌女性と比べ、受動喫煙していた肺癌女性には、グルタチオンS-トランスフェラーゼM1遺伝子において活性のないnull型をホモで持つ人が有意に多かった[70]（グルタチオンS-トランスフェラーゼM1は、環境たばこ煙中の発癌物質の解毒作用を持つと考えられており、その活性を下げる変異は、癌発生を促進しうることになる）。

これらのことから、発癌物質が受動喫煙によって吸引され、人体細胞のDNAが変異を起こし、発癌に至るとされている。

### ETS及び受動喫煙に関する声明

#### 日本
- 日本公衆衛生学会
2000年7月、「たばこのない社会の実現に向けて」を発表。その後、2002年5月「たばこのない社会の実現に向けてさらに前進を」、2003年10月「たばこのない社会の実現に向けた行動宣言」を続けて発表。受動喫煙の害の周知に努め、学校などの施設の無煙化を目指す、などと宣言した。
- 日本肺癌学会
2000年11月2日、東京で行われた第41回日本肺癌学会総会において、「禁煙宣言」がなされた。その中で同学会は、「喫煙は最も大きい肺癌の原因」と判断するため、「反タバコキャンペーンを実施」し、「受動喫煙の害を排除するために職場、公共の場所に喫煙場所の設置を働きかける」としている。
- 日本ヘルスケア歯科研究会
「禁煙宣言」は、2001年の第3回評議員会において採択、10月21日の秋季学術講演会において承認された。その中で同研究会は、「すべての患者に対して喫煙・受動喫煙の有害作用を指導」することとしている。
- 日本循環器学会
2002年4月25日に日本循環器学会は「禁煙宣言」を発表。喫煙は喫煙者本人のみならず、受動喫煙によって非喫煙者にも冠動脈疾患や脳卒中を発症させるとして、すべての国民の禁煙ならびに受動喫煙防止を推進する活動が望まれると声明した。[71]
- 日本気管支学会（現・日本呼吸器内視鏡学会）
2002年の第25回日本気管支学会総会において、「禁煙活動宣言」がなされた。その中で同学会は、「喫煙およびそれに起因する各種気道及び肺の損傷は、…肺がん、慢性気管支炎、肺線維症、肺気腫、気管支喘息等の発現や進行に対して、重要な原因の一つとなっていることは明らか」とし、「公共交通機関に関して、構内でのタバコの販売の中止、駅構内・車両の全面禁煙化」などを要望している。
- 日本口腔衛生学会
2002年9月、禁煙宣言「たばこのない世界を目指して」を発表。受動喫煙の害の周知に努め、学校などの施設の無煙化を目指す、などと宣言した。
- 日本癌学会
2003年9月27日、「禁煙宣言」を発表。学会員のみならず、関連機関・一般国民に対しても呼びかけを行った。数回の改訂を経て、「あらゆる機会を捉えて喫煙の害を説き、禁煙を呼びかける」「受動喫煙による非喫煙者の健康への影響を防止する対策を推進する」などと謳っている。
- 日本口腔外科学会
2003年10月23日に「禁煙推進宣言」を発表。受動喫煙によって種々の障害を発症するという研究結果が報告されていること等を踏まえ、種々の受動喫煙による健康被害から非喫煙者を守る旨の宣言を行っている。[72]
- 日本癌治療学会
2005年11月14日、「日本癌治療学会 禁煙宣言」を発表。「禁煙は、癌予防における最も有効な方法のひとつとして科学的根拠が確立している」とし、「全ての国民に対し、あらゆる機会に受動喫煙を含む喫煙の健康に対する悪影響を分かりやすく説明し周知する」ことを学会員に要望するなどしている[73]。
- 日本呼吸器学会
2006年11月17日に「受動喫煙と肺ガンの関連についての声明」の中で、受動喫煙と肺ガンの関係について科学的証拠に基づく情報を一般の人々に伝える声明を行っている[74]。

#### 世界
- 2001年5月31日、スイスのジュネーヴにおいて、WHO事務局長グロ・ハーレム・ブルントラント博士は「受動喫煙が癌、呼吸器疾患、心疾患、などの原因になることは明らかです。受動喫煙は喘息、子供の呼吸器疾患、乳幼児突然死症候群、中耳炎など様々な小児科疾患の原因になることも明らかです。科学者は受動喫煙には許容範囲（安全なレベル）が存在しないと断言します」と声明するとともに、たばこ産業による受動喫煙対策への妨害について批判を行っている[75]。

### ETS及び受動喫煙に関する報告・論文
- （単独研究）1981年に平山雄により、受動喫煙と肺癌による死亡の関連を示す論文が発表された（いわゆる平山論文）[76]。
- （単独研究）1998年の国際がん研究機関（IARC）の疫学調査では74歳までの肺癌と関連疾患者650人の患者に対して受動喫煙の聞き取り調査を行った。欧州7カ国12施設での患者たちは生涯400本以上喫煙をしたことが無い者が選ばれ、調査が行われた。結論として幼年期に於けるETSでの肺癌に掛かる危険性を見出せなかった、との報告が行われている。15年以上の期間が開いた患者たちには有意性が認められなかったとの論文が発表されている[77]。
  - 2000年4月8日付け『ランセット』（The Lancet）の出版物の中で、カリフォルニア大学サンフランシスコ校の研究者達がフィリップ・モリス社及び他のたばこ会社の内部資料を検証した結果、たばこ産業側がメディアにデマを流すなど、論文の解釈に混乱と論争を引き起こすよう画策し、IARCの受動喫煙についての調査研究を妨害していた旨の報告を行っている[78]。
  - 2000年8月2日にWHOたばこ産業文書に関する専門家委員会は、アメリカにおけるたばこ産業に対する訴訟において、たばこ会社の秘密文書が公開された結果、たばこ業界が秘密裏に資金を提供している、学会もどき、世論形成団体、ビジネス団体等を通じ、WHOのタバコ規制に対する妨害工作を行っていたこと、その活動が、たばこ産業界と陰で資金的につながりのある国際的な科学者達に強く依存していた旨を報告している[79][80]。
- （研究総括報告）2002年IARCは「受動喫煙は人に肺癌を起こすと結論づける十分な証拠がある」と報告した[81]。
- （研究総括報告）米国カリフォルニア州環境保護庁はETSは毒性を持つ空気汚染因子と報告した[82]。
- （単独研究）2003年、カリフォルニア大学ロサンゼルス校（UCLA）の研究者James E Enstromとニューヨーク州立大学ストーニーブルック校のGeoffrey C Kabat準教授による論文が、英医学誌『ブリティッシュ・メディカル・ジャーナル』（BMJ）に掲載された（これより以前に、同研究は統計上の瑕疵のため、別の学術誌への論文掲載を却下されている[83]）。1959年末に米国がん学会のがん予防研究対象者で1998年まで追跡調査を行った成人118094人を対象とし、特に研究対象の中で喫煙者の配偶者を持つ非喫煙者65561人を焦点をあて、冠状動脈性心臓病、肺癌、慢性閉塞性肺疾患による調査をした疫学研究。調査期間は39年間にわたる長期のコホート研究である。結果として軽微な影響はあるもののETSとたばこに関連する死亡率の因果関係を示していない。ETS曝露による虚血性疾患・肺癌との関連性は一般に考えられているより小さいかもしれないとの論文が発表されている[84]。
  - この論文を1面記事で伝えた『ガーディアン』など英各紙は、Enstrom氏がたばこ会社から研究資金を受けていることを指摘し、「この論文は無害性を強調し過ぎているきらいがある」とする英国の専門家のコメントを紹介している。なお、この研究の利害からの中立性や、研究そのものの科学的な妥当性に関しては、アメリカがん協会（ACS）のものをはじめとした批判が発表当初から存在した[85]。そして2006年に同論文は、連邦裁判所から「大衆を欺く目的で科学に操作を加えた詐欺行為」とされた。

- （研究総括報告）2006年、米国公衆衛生局長官年次報告で「受動喫煙は小児および成人において、疾病や早死を起こす」と報告した[86][87]。
- （単独研究）2007年の米国神経学会（AAN）の年次集会において、米カリフォルニア大学バークレー校統計学のサデウス・ヘイト（Thaddeus Haight）が「受動喫煙がアルツハイマー病などの認知症リスクを高める」と報告した。長期の心血管健康調査に登録した約3,600人のデータを評価し、心血管疾患も認知症も認めない985人の喫煙未経験者と、受動喫煙に平均28年間曝露された495人とを比較した。6年間の追跡調査の結果、受動喫煙に30年以上曝露された高齢者が認知症になる可能性は曝露のない人に比べ、約30%高く、心血管疾患を有する人が受動喫煙に長期間曝露された場合には、認知症リスクがほぼ2倍に増大した。このほか、心血管疾患と診断されていなくとも、頸動脈に狭窄などの異常が認められ、受動喫煙に曝露された人の認知症リスクは、どちらもない人の2.5倍になることも示された[88]。
- （単独研究）2007年9月4日、欧州心臓学会議において、2004年3月に世界で初めて職場での禁煙制度を全国的に導入したアイルランドでは、同制度導入後の1年間で、心臓発作の件数が約1割減少したことについて、同国のコーク大学病院の研究チームが発表がしている。エドモンド・クローニンが率いる同チームは、同国南西部の公立病院に心臓発作で入院した患者数を調査。禁煙制度導入後の1年で11%減ったことが明らかになったとしている[89]。

### たばこ会社の見解
- 日本たばこ産業（JT）[90]
環境たばこ煙は周囲に不快感を与えうる、とする。しかし環境中たばこ煙が非喫煙者の疾病の原因であるということについては、2報の論文を取り上げ、「説得力のある形では示されていません」と主張する。
「環境中たばこ煙は、周囲の方々、特にたばこを吸われない方々にとっては迷惑なものとなることがあります。また、気密性が高く換気が不十分な場所では、環境中たばこ煙は、眼、鼻および喉への刺激や不快感などを生じさせることがあります。このため、私たちは、周囲の方々への気配り、思いやりを示していただけるよう、たばこを吸われる方々にお願いしています。また私たちは、公共の場所等での適切な分煙に賛成し、積極的に支援しています。
一方、環境中たばこ煙は非喫煙者の疾病の原因であるという主張については、説得力のある形では示されていません。環境中たばこ煙への曝露と非喫煙者の疾病発生率の上昇との統計的関連性は立証されていないものと私たちは考えています。また、環境中たばこ煙は、空気中で拡散し、薄められているので、喫煙者が吸い込む煙中の成分の量と比べると、非喫煙者が吸い込む量は極めて少ないものです。動物で発がん性を評価する試験においても、環境中のたばこ煙により、がんを発生させることは極めて困難です」
- フィリップ・モリス[91]
受動喫煙の有害性に関する公衆衛生機関の結論に基づく受動喫煙防止措置は適切、と主張する。
「環境中たばこ煙は、成人の非喫煙者に肺がんや心臓病などの疾病を、また子供たちに喘息、呼吸器感染、咳、端鳴、中耳炎、乳幼児突然死症候群などを引き起こすと、公衆衛生当局は結論づけています。 さらに、環境中たばこ煙は成人の喘息を悪化させるおそれがあり、目、喉、鼻の炎症の原因にもなりうると結論づけています。 環境中たばこ煙とは、火のついたたばこの先端から出る煙と、喫煙者が吐き出す煙を合わせたもののことをいいます。
たばこの煙がある場所にいるかどうか、また喫煙者であれば、いつどこで喫煙するかについては、環境中たばこ煙が健康に及ぼす影響に関する公衆衛生当局の見解を基に判断されるべきです。 また、子供の周りでは喫煙は控えるなど、特に子供に対しては十分な配慮が必要です。
このような公衆衛生当局の結論に基づいて公共の場所での喫煙を規制するのは適切な措置であると私たちは考えています。 また、喫煙が許されている場所では、上記のような公衆衛生当局の見解を伝える警告が表示されるよう政府によって義務づけられるべきであると考えています」
- ブリティッシュ・アメリカン・タバコ（BAT）[92]
受動喫煙が肺癌や心臓疾患などの原因になるかは明らかでない、と主張する。
「世界保健機関（WHO）やその他多くの公衆衛生団体は、受動喫煙もしくは間接喫煙が様々な疾病の原因の一つであるという報告をしています。また、そうした受動喫煙もしくは間接喫煙のリスクは、実際の喫煙のリスクよりははるかに小さいものの、そのリスクに照らし、公共の場所での喫煙を公衆衛生に関する重要な問題の一つとして取り上げるべきであると言われています。
私たちは、受動喫煙が短期的に健康に影響を及ぼす可能性はあると考えています。例えば、子供の喘息や呼吸器疾患の症状を悪化させる可能性です。しかし、私たちは、受動喫煙が肺がんや心臓疾患などの慢性疾患の原因になるかどうかは明らかでないと考えております。科学的な観点からは、受動喫煙のリスクがあるとしても、あまりに小さいため確かな精度では測定できないというのが私たちの見解です」
- R.J.レイノルズ・タバコ・カンパニー（日本語訳）[93]
「個人は喫煙をするかどうか判断する際に、米国公衆衛生局、米国厚生省疾病管理・予防センター（CDC）その他の公衆衛生機関の報告に基づくべきである」と主張する。

なお、フィリップモリスをはじめとする主だったタバコ会社がRICO法（en）に違反しているとして合衆国政府から1999年に訴えられた裁判では、被告のタバコ会社らはETSと非喫煙者の疾病に関連があることを内部では認識しつつ、公にはそれを否定する発表を繰り返していたと連邦裁判所の判決で指摘されている。

### 日本政府（厚生労働省）の見解
2009年（平成21年）3月24日に厚生労働省は『受動喫煙防止対策のあり方に関する検討会報告書』を発表した。この報告書では、受動喫煙が死亡、疾病及び障害を引き起こすことは科学的に明らかであること、並びに、受動喫煙を防止するため公共的な空間での喫煙を規制した国や地域から、規制後、急性心筋梗塞等の重篤な心疾患の発生が減少したとの報告が相次いでなされていること等に言及するとともに、受動喫煙防止対策を一層推進し、実効性の向上を図る必要がある旨の現状認識を示している。
また、基本的考え方として「今後の受動喫煙防止対策は、基本的な方向性として、多数の者が利用する公共的な空間については、原則として全面禁煙であるべきである」としている。
2020年夏季オリンピックに向けて、国際オリンピック委員会（IOC）と世界保健機関（WHO）が推進する「たばこのない五輪」という方針のもと、受動喫煙対策を強化する。飲食店などの屋内では原則禁煙という規則のもと、喫煙室の設置などが求められる予定。違反者には30万円の過料を科す（詳細は「健康増進法」参照）。